# Olivenfruchtfliege
Die Olivenfruchtfliege (Bactrocera oleae) ist eine Art der Bohrfliegen, die zur Unterfamilie Dacinae gehört. Sie ist eine phytophage Art, deren Larven sich in den Früchten des Olivenbaums ernähren. Sie gilt als bedeutender Schädling im Olivenanbau, der die Menge und die Qualität der Produktion in den meisten Olivenanbaugebieten maßgeblich beeinträchtigt.

## Merkmale
Die Fliegen-Imagines sind 4 bis 5 Millimeter lang, mit einer Flügellänge von 4,3 bis 5,2 Millimeter. Sie sind überwiegend rotbraun gefärbt mit großen, leuchtend roten Augen und Fühlern mit sehr kurzem ersten Fühlerglied (Scapus). In den Antennenfurchen auf der Kopfvorderseite sitzt jederseits ein dunkler Punkt. Die Oberseite des Rumpfs (Scutum) ist rotbraun mit zwei bis vier grauen bis schwarzen Längsstreifen, oft schwarz mit rotbraunen Seiten. Das Scutellum ist dagegen stark abstechend heller gelb gefärbt, manchmal mit einem basalen, schwarz oder rotbraun gefärbten Dreieck; außerdem trägt der Rumpf im hinteren Abschnitt einige helle Flecken, aber keine Binden. Der Hinterleib ist rotbraun mit schwarzer Zeichnung, die aus schwarzen Flecken an den Seiten der (deutlich gegeneinander abgesetzten) Tergite besteht. Die Flügel sind überwiegend hyalin (glasklar) mit einem kleinen dunklen Fleck an der Vorderkante nahe der Flügelspitze; die bei vielen anderen Bohrfliegen-Arten vorhandene schwarze Flügelbinde ist zu diesem Fleck reduziert. Die Schenkel (Femora) der Beine sind gelb.

## Verbreitung
Die Verbreitung fällt zusammen mit dem Bereich des Olivenanbaus im nördlichen, östlichen und südlichen Afrika, in Südeuropa, auf den Kanarischen Inseln, in Indien und Westasien. In den Vereinigten Staaten ist die Verbreitung auf Kalifornien beschränkt.

## Trivia
Die Olivenfliege legt ihre Eier in die reifenden Oliven, die daraus schlüpfenden Larven zerfressen das Fruchtfleisch. Jahr für Jahr verursachen die Schädlinge enorme wirtschaftliche Schäden.
Das britische Biotechnologie-Unternehmen Oxitec beantragte im September 2013 bei der spanischen Biosicherheitskommission einen Freilandversuch, in dem genetisch veränderte Olivenfliegen ihre frei lebenden Artgenossen nach und nach ausrotten sollten. Das Versuchsgelände in der Nähe der Stadt Tarragona wurde mit Netzen gesichert. In Asien sowie Nord- und Südamerika hat Oxitec bereits Versuche durchgeführt. Der Antrag wurde zurückgezogen, 2015 erneut gestellt und erneut zurückgezogen, nachdem eine Genehmigung offenbar nicht zu erwarten war.